# Alfred (Nova Iorque)
Alfred é uma cidade  (e também uma vila com o mesmo nome) localizada no estado americano de Nova Iorque, no Condado de Allegany.

## Demografia
Segundo o censo americano de 2000, a sua população era de 5140 habitantes.

## Geografia
Alfred localiza-se a aproximadamente 501 m acima do nível do mar.

## Localidades na vizinhança
O diagrama seguinte representa as localidades num raio de 16 km ao redor de Alfred. 